# Секретные материалы: Хочу верить
«Секре́тные материа́лы: Хочу верить» (англ. The X-Files: I Want to Believe) — детективный триллер режиссёра Криса Картера, являющийся продолжением его же телевизионного сериала «Секретные материалы».
Релиз фильма состоялся 24 июля 2008 года.
По сюжетной линии действие фильма происходит спустя шесть лет после финала девятого сезона. В отличие от первого фильма, сюжет не сосредоточен на «мифологии» сериала, а представляет собой отдельную историю, аналогичную «Монстрам недели» в телесериале.

## Сюжет
События фильма происходят спустя шесть лет после финала сериала. Молодую женщину похищают в её деревенском доме в городке Сомерсет в Западной Вирджинии. Одновременно с похищением мы видим сотрудников ФБР, которые что-то ищут в заснеженном поле. Их ведёт за собой длинноволосый человек в очках, который в конце концов находит в снегу отрезанную человеческую руку.
Бывший специальный агент ФБР Дана Скалли работает врачом в католическом госпитале Our Lady of Sorrows (Богоматерь Скорбящая). Её пациент — мальчик по имени Кристиан с неизлечимой болезнью мозга. Агент ФБР Мосли Драмми приходит к ней и просит помочь связаться с Фоксом Малдером, который ранее возглавлял отдел секретных материалов. Драмми заявляет, что за помощь в расследовании исчезновения своего агента ФБР готово снять с Малдера обвинения и прекратить преследование. Скалли соглашается и убеждает Малдера, который живёт неподалёку в небольшом доме, собирая вырезки статей о паранормальных явлениях, помочь ФБР в расследовании. Малдер предполагает, что это очередной трюк ФБР с целью выманить его, однако Скалли замечает, что ФБР давно бы это сделало, но этой организации гораздо легче просто игнорировать его существование.
Оба, Малдер и Скалли, прилетают в Вашингтон, где их встречает агент Дакота Уитни. В бытность агентом ФБР Малдеру приходилось работать с людьми, обладающими экстрасенсорными возможностями, и помогавшими ему в расследованиях. Внимательно изучив некоторые из этих дел, которые когда-то вел Малдер, Уитни хочет, чтобы он, на основе своего опыта, высказал своё мнение о человеке, который привёл их к страшной находке, возможно, имеющей отношение к пропавшим женщинам. Это бывший священник, отец Джозеф Фицпатрик Криссман (Билли Коннолли), после отбывания срока за педофилию проживающий в своеобразном «колонии-поселении». Криссман утверждает, что «видит» преступления. Малдер готов поверить ему, но Скалли, у которой прошлое Криссмана вызывает отвращение, не придаёт значения этим «видениям».
Очередной жертвой похищения становится женщина, которая едет домой из бассейна. Её автомобиль вылетает с дороги, сбитый машиной, водитель которой — Янке Дачишин — разбив стекло, похищает женщину. Уитни и Драмми отвозят Криссмана и Малдера к дому похищенного агента Бюро Моники Бэнон, где бывший священник, сражённый очередным видением, падает на колени, и из его глаз на снег капает кровь.
На следующее утро Скалли и Малдер, лёжа в постели, кратко упоминают их сына, Уильяма, и обсуждают дело ФБР и пациента Скалли. Скалли говорит, что в тканях найденной руки она нашла следы транквилизатора для животных. Это придаёт энергии Малдеру, и он едет в ФБР. С помощью Криссмана они находят во льду огромную могилу из останков человеческих тел. Анализ останков приводит их к Дачишину, который занимается экспортом донорских органов в Ричмонд, и к его мужу, Францу Томчешину, который когда-то был одним из «мальчиков» Криссмана.

## В ролях
- Дэвид Духовны — Фокс Малдер
- Джиллиан Андерсон — Дана Скалли
- Аманда Пит — агент Дакота Уитни

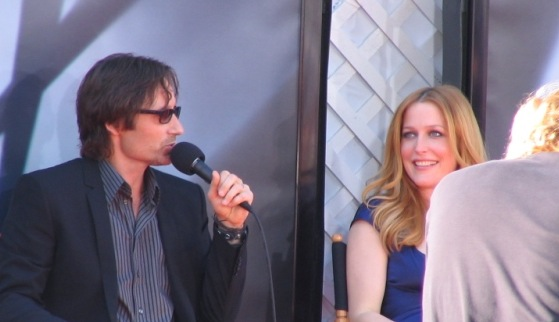
Дэвид Духовны и Джиллиан Андерсон на премьере фильма

- Билли Коннолли — отец Джозеф Криссман
- Элвин «Xzibit» Джойнер — агент Мосли Драмми
- Митч Пиледжи — Уолтер Скиннер
- Каллум Кит Ренни — Янке Дацишин
- Адам Годли — отец Ибарра
- Ксанта Редли — Моника Бэнон
- Фагин Вудкок — Франц Томчешин
- Никки Эйкокс — Шерил Каннингем
- Алекс Дьякун — тощий человек

## Создание фильма

### Подготовка
В ноябре 2001 года создатели «Секретных материалов» решили снять второй полнометражный фильм. Над его сценарием должны были работать Крис Картер и Фрэнк Спотниц, авторы сценария первого фильма. Планировалось, что съёмки начнутся после завершения девятого сезона телесериала, а релиз состоится в декабре 2003 года. В апреле 2002 года Картер подтвердил своё намерение и желание студии 20 Century Fox снять второй фильм. Он хотел написать сценарий летом 2002 года, а весной 2003 года — начать съёмки. Картер говорил, что фильм будет представлять собой отдельную историю, не связанную с «мифологией» сериала: «Мы смотрим на фильмы как на отдельные истории. Они необязательно должны быть связаны с мифологией». Роб Боумэн, режиссёр эпизодов сериала и первой части фильма, тоже проявил интерес к съёмкам сиквела в июле 2002 года.
В апреле 2004 года Дэвид Духовны сказал, что ждёт начала съёмок и объяснил задержку так: «Всем просто нужно собраться в одном месте и сделать это». В ноябре этого года Картер сообщил, что проект находится в стадии обсуждения. В 2005 году Дэвид Духовны сказал, что это фильм о том, как «Малдер и Скалли расследуют одно необычное дело, которое впрочем не имеет ничего общего с пришельцами, а связано со сверхъестественными силами». Он также заметил: «Я думаю, нам нужно вернуться к „монстру недели“, когда если вы не фанат и не понимаете мифологии, то всё равно можете просто прийти и посмотреть его». Духовны и Картер планировали начать съёмки зимой 2005 года с релизом летом следующего года. В апреле 2006 года Духовны признался, что у него всё ещё нет сценария, и Картер может написать его к началу будущего года.
В мае 2006 года Спотниц объяснил очередную задержку урегулированием правовых вопросов между Картером и 20th Century Fox: «Как только эти вопросы будут решены, мы начнём съёмки. Надеюсь, что это будет скоро». В апреле 2007 года Спотниц подтвердил, что уже работает над сценарием. В октябре того же года студия официально анонсировала начало съёмок сиквела.

### Съёмки
Фильм снимался в Ванкувере и Пембертоне в Канаде. По словам Спотница, сценарий создавался специально для этих мест. Съёмки начались в декабре 2007 года в Ванкувере и закончились 11 марта 2008 года. Первый официальный трейлер появился 12 мая 2008 года.
Фильм посвящён Рэнди Стоуну (ум. 2007 г.) — агенту по подбору актеров, который и выбрал для пилотного выпуска сериала (1993) Духовны на роль Малдера и Андерсон на роль Скалли.

### Название
Во время съёмок фильм имел кодовое название Done One. В списке фильмов Гильдии режиссёров Канады он значился как проект Done One с режиссёром Ричем Трейсерсом (Rich Tracers), что представляет собой анаграмму имени настоящего режиссёра Криса Картера (Chris Carter). В качестве компании-производителя была указана «The Crying Box Productions» вместо картеровской «Ten Thirteen Productions».
16 апреля 2008 года было объявлено официальное название фильма: «The X-Files: Хочу верить». По словам Картера, это подходящий заголовок для «истории, которая показывает, как нелегко находиться между правдой и наукой».

### Музыка
Музыку к фильму написал работавший с сериалом все эти годы Марк Сноу.

## Релиз

### Кассовые сборы
Фильм собрал в США $4 млн в день своей премьеры и заняв четвёртое место среди лидеров проката за уик-энд с $10,2 млн.
К концу мирового проката, сборы в США составили $20 982 478 и $47 373 805 во всём мире. Общие показатели составили $68 369 434. Фильм занял 114 место по результатам внутреннего проката США за 2008 год. По результатам мирового проката фильм занял 78 строчку.
По словам создателей, прокату фильма не пошло на пользу, что он был выпущен на следующей неделе после выхода блокбастера «Тёмный рыцарь», представляющего серьёзную конкуренцию.

### Критика
На сайте Rotten Tomatoes у фильма 31 % положительных рецензий кинокритиков из 155. На Metacritic — 47 % из 33.

### Награды
Не получив номинаций от кино-институтов США, фильм попал в лист анти-премии «Золотая малина» в категории «Худший приквел/сиквел/ремейк/рип-офф» вместе с 12 другими фильмами, однако в финальный список фильм не попал.

### Продукция
29 июля 2008 года в продажу поступил роман-новелизация Макса Аллана Коллинза (англ. Max Allan Collins), изданный «Harper Entertainment». В России роман выпускался издательским домом «АСТ Москва».
Компания «Fox Home Entertainment» выпустила фильм на DVD и Blu-ray 2 декабря 2008 года. Спустя два года после релиза общие сборы от продаж в США составили $16 124 466.